# Michał Szubarczyk
Michał Szubarczyk (ur. 12 stycznia 2011 w Lublinie) – polski snookerzysta.

## Kariera
Urodził się 12 stycznia 2011 w Lublinie. Jego rodzice również związani są ze snookerem. Ojciec Kamil jest certyfikowanym trenerem European Billiards and Snooker Association i sędzią snookerowym. Mama Barbara również sędziuje międzynarodowe zawody.
Zdobywca kilkunastu tytułów Mistrza Polski juniorów w snookerze i 2 w pool bilardzie.
W 2024 zdobył tytuł mistrza świata w snookerze do lat 21 w turnieju organizowanym przez International Billiards & Snooker Federation.
W 2025 wystąpił w mistrzostwach Europy w Antalyi, zdobywając tytuły w kategoriach wiekowych do lat 16 i 18. To drugie zapewniło mu udział w kwalifikacjach do mistrzostw świata rozgrywanych w Crucible Theatre w Sheffield, w których przegrał w 1. rundzie ze szkockim zawodowcem Deanem Youngien.
W kategorii Open dotarł do finału, w którym przegrał z byłym zawodowcem Liamem Highfieldem 0–5. Zwycięzca tych mistrzostw otrzymuje kartę na dwa sezony zawodowej serii World Snooker Tour. Ponieważ Highfield zapewnił już sobie powrót do grona zawodowców w turnieju Q Tour, karta na sezon 2025/26 i 2026/27 przypadła Szubarczykowi. Stał się dzięki temu najmłodszym zawodnikiem w historii, który zagra w najwyższej serii zawodowego snookera.
Swój pierwszy mecz zawodowy rozegał w ramach eliminacji do Wuhan Open 2025 przegrywając z Shaunem Murphym 0-5.

## Występy w turniejach w karierze
| Turniej                    | 2025 /26 |
| -------------------------- | -------- |
| Ranking                    | [ i ]    |
| Championship League        | RR       |
| Xi'an Grand Prix           |          |
| Saudi Arabia Masters       | 3R       |
| English Open               |          |
| British Open               | LQ       |
| Wuhan Open                 | LQ       |
| Northern Ireland Open      |          |
| International Championship |          |
| UK Championship            |          |
| Shoot Out                  |          |
| Scottish Open              |          |
| German Masters             |          |
| Welsh Open                 |          |
| World Open                 |          |
| World Grand Prix           |          |
| Players Championship       |          |
| Tour Championship          |          |
| World Championship         |          |

1. ↑  Był amatorem.

| Legenda tabeli wyników              | Legenda tabeli wyników       | Legenda tabeli wyników                     | Legenda tabeli wyników                                                              | Legenda tabeli wyników                     | Legenda tabeli wyników                     |
| ----------------------------------- | ---------------------------- | ------------------------------------------ | ----------------------------------------------------------------------------------- | ------------------------------------------ | ------------------------------------------ |
| LQ                                  | odpadnięcie w kwalifikacjach | #R                                         | odpadnięcie we wczesnej fazie turnieju (WR = runda dzikich kart, RR = faza grupowa) | QF                                         | przegrana w ćwierćfinale                   |
| SF                                  | przegrana w półfinale        | F                                          | przegrana w finale                                                                  | W                                          | zwycięstwo                                 |
| DNQ                                 | nie zakwalifikował/a się     | A                                          | nie brał/a udziału                                                                  | WD                                         | zrezygnował/a w trakcie turnieju           |
| Legenda oznaczeń w tabelach wyników |                              |                                            |                                                                                     |                                            |                                            |
| NH / Nie roz.                       | NH / Nie roz.                | Turniej nie odbył się.                     | Turniej nie odbył się.                                                              | Turniej nie odbył się.                     | Turniej nie odbył się.                     |
| NR / Nie-rank.                      | NR / Nie-rank.               | Turniej nie był zaliczany jako rankingowy. | Turniej nie był zaliczany jako rankingowy.                                          | Turniej nie był zaliczany jako rankingowy. | Turniej nie był zaliczany jako rankingowy. |
| R / Rank.                           | R / Rank.                    | Turniej był zaliczany jako rankingowy.     | Turniej był zaliczany jako rankingowy.                                              | Turniej był zaliczany jako rankingowy.     | Turniej był zaliczany jako rankingowy.     |
| MR / Minor-Rank.                    | MR / Minor-Rank.             | Turniej był zaliczany jako minor ranking.  | Turniej był zaliczany jako minor ranking.                                           | Turniej był zaliczany jako minor ranking.  | Turniej był zaliczany jako minor ranking.  |

## Finały w karierze

### Amatorskie
| Rezultat   |    | Rok  | Turniej                 | Przeciwnik        | Wynik | Przypisy             |
| ---------- | -- | ---- | ----------------------- | ----------------- | ----- | -------------------- |
| Zwycięstwo | 1. | 2024 | Mistrzostwa świata U-21 | Alexander Widau   | 5–1   | [ 5 ] [ 6 ]          |
| Zwycięstwo | 2. | 2025 | Mistrzostwa Europy U-16 | Krzysztof Czapnik | 4–2   | [ 16 ] [ 17 ]        |
| Zwycięstwo | 3. | 2025 | Mistrzostwa Europy U-18 | Ethan Llewellyn   | 4–1   | [ 18 ] [ 19 ]        |
| Finalista  | 1. | 2025 | Mistrzostwa Europy      | Liam Highfield    | 0-5   | [ 10 ] [ 11 ] [ 12 ] |

### Mistrzostwa Polski
| Rezultat   |    | Rok  | Turniej                        | Przeciwnik      | Wynik | Przypisy     |
| ---------- | -- | ---- | ------------------------------ | --------------- | ----- | ------------ |
| Zwycięstwo | 1. | 2024 | Mistrzostwa Polski (shoot out) | Marcin Nitschke | 31–15 | [ 20 ] [ 4 ] |